# MON-50

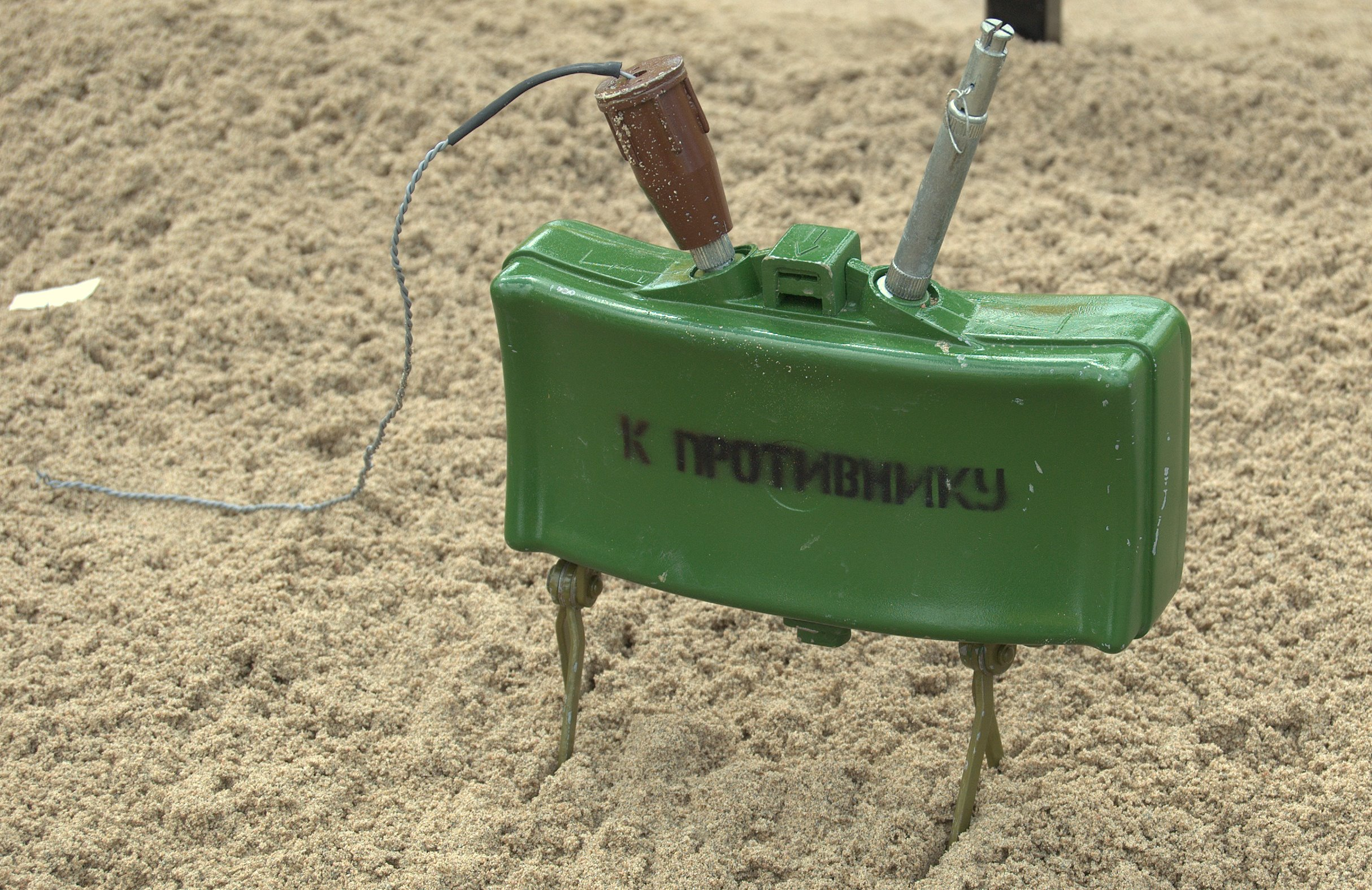
MON-50 non armé exposé par le centre EOD et de déminage de l'armée suédoise. Le texte indique : "К ПРОТИВНИКУ" (k protivniku, "vers l'ennemi").

Le MON-50 (russe : МОН-50) est une mine antipersonnel soviétique rectangulaire, légèrement concave, à corps en plastique et directionnelle, conçue pour blesser ou tuer par fragmentation explosive. Il est entré en service pour la première fois en 1965 et est une copie du M18 Claymore américain avec quelques différences,. Son nom est dérivé du russe мина осколочная направленного (mina oskolochnaya napravlennogo), « mine à fragmentation directionnelle ».

## Conception
Basé sur le M18A1 Claymore américain, le MON-50 est doté de pieds de type ciseaux pliables pour le support et la visée, mais il dispose également d'un point de fixation en bas pour connecter une pince/pointe spéciale qui peut être fixée au bois, au métal ou tout autres supports, un viseur centré sur le dessus qui est flanqué de deux cavités de détonateur. La mine contient 700 g de RDX (PVV-5A) pour propulser environ 540 ou 485 fragments à une portée létale de 50 mètres dans un arc de 54° (dispersion de 45 mètres à une portée de 50 mètres). Les fragments peuvent être des billes d'acier (540) ou de courtes tiges d'acier (485) selon la variante.
Le MON-50 est généralement actionné par commande à l'aide d'un inducteur manuel PN et d'un détonateur électrique EDP-R. Il peut également être actionné par une variété de commutateurs de pièges (BT), notamment le modèle à traction de la série MUV ; le fil de rupture électrique MVE-72 ; ou le contrôleur sismique VP13.
Le MON-50 sera généralement monté au-dessus du niveau du sol, en surface ou dans les arbres, pour permettre la plus grande dispersion des fragments. Il est étanche et fonctionnera efficacement de +50 à −50 °C (il peut être enfoui dans la neige à condition que le pack devant la mine ne dépasse pas 10 cm ; plus cela réduirait considérablement son efficacité).
La mine peut être localisée visuellement ou avec des détecteurs de métaux dans la plupart des conditions de terrain. En fonction de sa méthode d'actionnement, le MON-50 peut résister à la surpression de souffle provenant de systèmes de brèche explosifs comme le Giant Viper et le M58 MICLIC.
Le MON-50 est actuellement fabriqué en Russie et également fabriqué pour l'exportation en Bulgarie. Le MON-50 est largement utilisé dans de nombreuses régions du monde. Il est livré dans une bandoulière en tissu à deux pochettes qui contiennent tous les composants permettant de sécuriser et d'actionner la mine. Il peut également être emballé dans un ensemble VKPM-2 contenant quatre mines avec diverses fusées, un panneau de commande et du fil.

## Caractéristiques
| Matériau du boîtier                               | Plastique                                 |
| Poids                                             | 2 kg (4,4 lbs)                            |
| Charge de fragmentation (PVV-5A RDX )             | 700 gr (1,5 lbs)                          |
| Longueur du boîtier                               | 226 mm (8,9 pouces)                       |
| Largeur du boîtier                                | 35 mm (1,4 pouces)                        |
| Hauteur du boîtier                                | 155 mm (6,1 pouces)                       |
| Longueur de la cible du capteur (unidirectionnel) | 65 mètres (213 pieds) avec fusible MVE-72 |
| Sensibilité du capteur                            | 0,3 kg (0,66 lbs)                         |
| Dispersion horizontale                            | 54 degrés                                 |
| Largeur de la zone touchée                        | 45-54 mètres (147,6-177,2 pieds)          |
| Hauteur de la zone touchée                        | 4 mètres (13,1 pieds)                     |
| Plage d'utilisation de température                | -40 à +50*C (-40 à +138*F)                |
| Sources                                           | [ 3 ]                                     |

Types de fusibles :
- Fusible n°1 : Commande détonée à l'aide d'un inducteur manuel PN relié par câble de démolition à un détonateur électrique EDP-R.
- Fusible n°2 : (un des suivants)
  - Traction mécanique série MUV
  - Fil de rupture électrique MVE-72 (alimenté par batterie)
  - Contrôleur sismique VP13 (alimenté par batterie)

## Informations complémentaires et effets
La mine est dotée d'une fusée à influence sismique conventionnelle ou avancée. Il s'agit d'une mine à fragmentation directionnelle posée à la main qui est normalement actionnée par commande (toujours sécuriser les câbles de commande). Le MON-50 est connu pour être utilisé avec le contrôleur sismique VP13 qui empêche toute approche rapprochée pour toute opération de déminage, ou avec une variété de fusées BT.
Lors de la détonation, la mine propulsera normalement une fragmentation mortelle à une portée comprise entre 40 et 60 mètres, bien que la portée réelle du danger pour ces types de mines puisse atteindre 300 mètres, d'après les tests de l'armée américaine sur le M18A1 Claymore (c'est directement en cours). à l'avant de la mine, la portée de fragmentation et la densité chutent à 125 mètres sur les côtés et à l'arrière de ces mines).

## Voir également
- MON-90
- MON-100
- MON-200